# Peter Rumpa
Peter Rumpa var en medeltida svensk frälseman, vilken är känd från ett antal urkunder från mitten och senare hälften av 1300-talet.
De äldsta omnämnandena av Peter Rumpa i Svenskt Diplomatarium är från januari 1348 då biskopen i Linköpings stift, Peter Torkelsson, i två skrivelser (SDHK 5547 respektive 5548) förbjuder ett antal personer boende på olika gods som tillhört "domprosten Harald" att erlägga någon form av avrad eller andra betalningar till Rumpa. Av breven framgår att domprost Harald visserligen var Rumpas "frände" men att biskopen menade att domprostens ägor utgjorde ett kyrkligt prebende.
Från åren 1350 respektive 1361 finns två bevarade brev som dokumenterar transaktioner rörande Rumpas egna ägor. 1350 skänker han sin gård i Svenarum till Nydala kloster (SDHK 6025) och 1361 gör han en bytesaffär med kaniken Håkan i Sandsjö där han byter Bogestad och Slattefors mot något benämnt ”Thorstensrydh” (SDHK 8014).
Härutöver finns ytterligare fem dokument från åren 1350-1361 där Rumpa som vittne beseglar andras fastighetsaffärer och två från 1377-1378 där han omnämns i egenskap av faste.
Peter Rumpa förde ett vapen med en kluven sköld med en halv lilja i vänstra fältet. Han var gift med en till namnet okänd dotter till Gjurd Gote (död tidigast 1350), en av anfäderna för ätten Oxenstierna, och Katarina Pedersdotter (snedbjälke). Rumpa fick med sin hustru sonen Gjord Petersson Rumpa, vilken under en kort period var biskop i Strängnäs stift.